# ОШ „Ђура Јакшић” Панчево
ОШ „Ђура Јакшић” једна је од основних школа у Панчеву. Налази се у улици Лава Толстоја 30. Име је добила по Ђури Јакшићу, сликару, песнику, приповедачу, драмском писцу и учитељу.

## Историјат
Зграда школе је сазидана 1912. године, а настава државне основне школе са забавиштем је почела 1. септембра 1913. Године 1953. школа добија име „Ђура Јакшић”. Адаптација, доградња и реконструкција школе је урађена 1981. године, када су дограђени нови мокри чворови, пререшетан је кров, урађене нове електро и водоводне инсталације и уведено је централно грејање на гас.
По броју ученика и одељења спада у ред мањих школа, али по традицији је једна од најстаријих. У школи се реализује и настава основног образовања одраслих. Школски тим је прошао обуку за рад са одраслим полазницима тако да је 2013. године верификован за рад. Школу похађају и ученици из удаљених делова града, као што су Скробара, Дубока Бара, Баваништански пут и Стари Тамиш. За долазак у школу, као и повратак у ова насеља користи се бесплатан локални превоз, а град је обезбедио средства.

## Догађаји
Догађаји основне школе „Ђура Јакшић”:
- Школска слава Свети Сава
- Ликовна радионица Николе Драгаша
- Ђурина боемска Скадарлија у школи
- Карневал

## Галерија
- ОШ „Ђура Јакшић” Панчево
- Споменик Ђуре Јакшића
- Табла са називом школе.
- ОШ „Ђура Јакшић” Панчево 2003